# 卡祖馬鹽沼國家公園
卡祖馬鹽沼國家公園（英語：Kazuma Pan National Park）是非洲南部國家津巴布韋的國家公園，位於該國東北部，佔地313平方公里，成立於1949年，野生動物有轉角牛羚、獵豹、犀牛、長頸鹿等。